# Lehua

Localização da Ilha Lehua (ponto à esquerda) em relação ao Ni ʻ e ʻ i, nas havaianas ilhas.

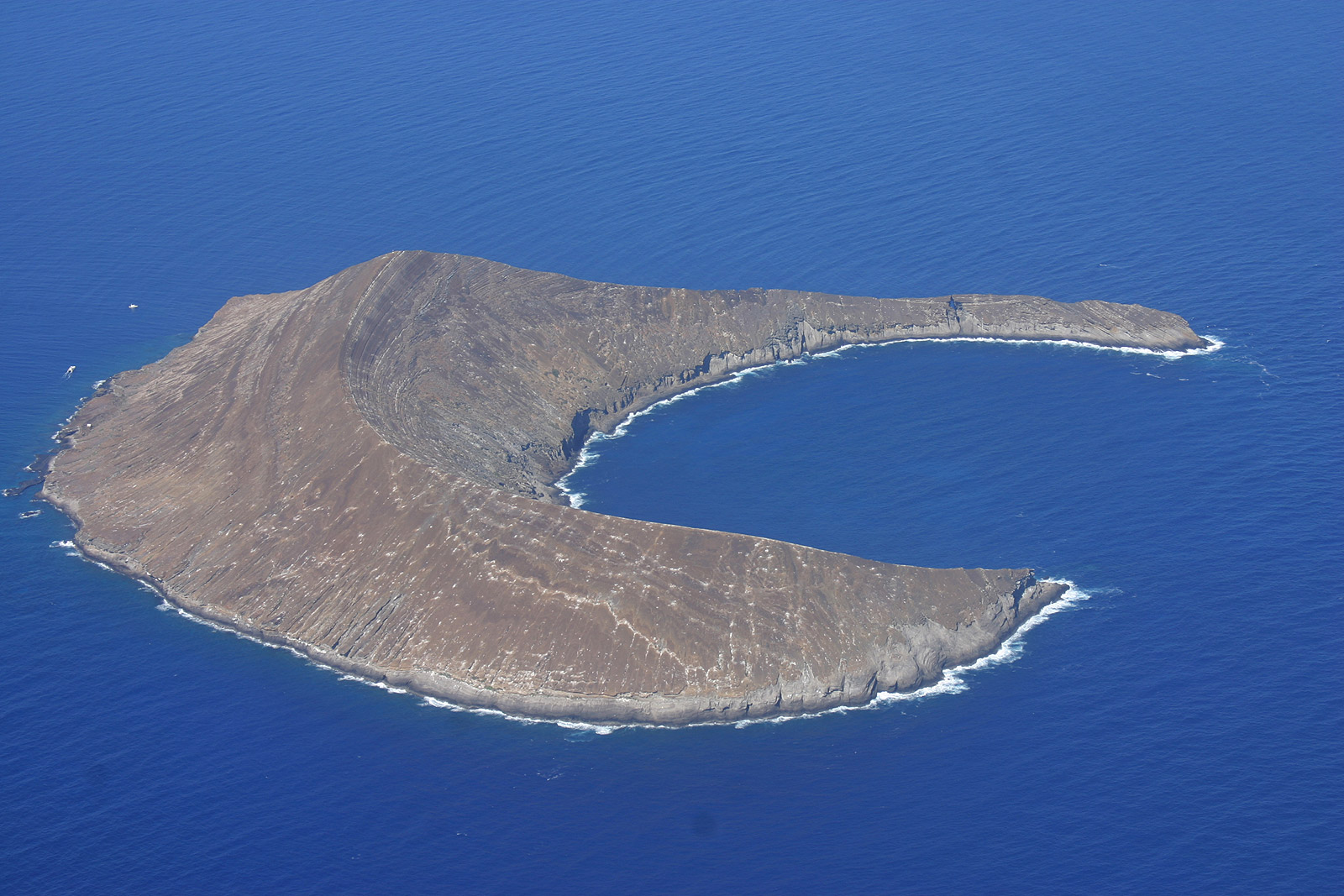
Vista aérea de 2007 de Lehua

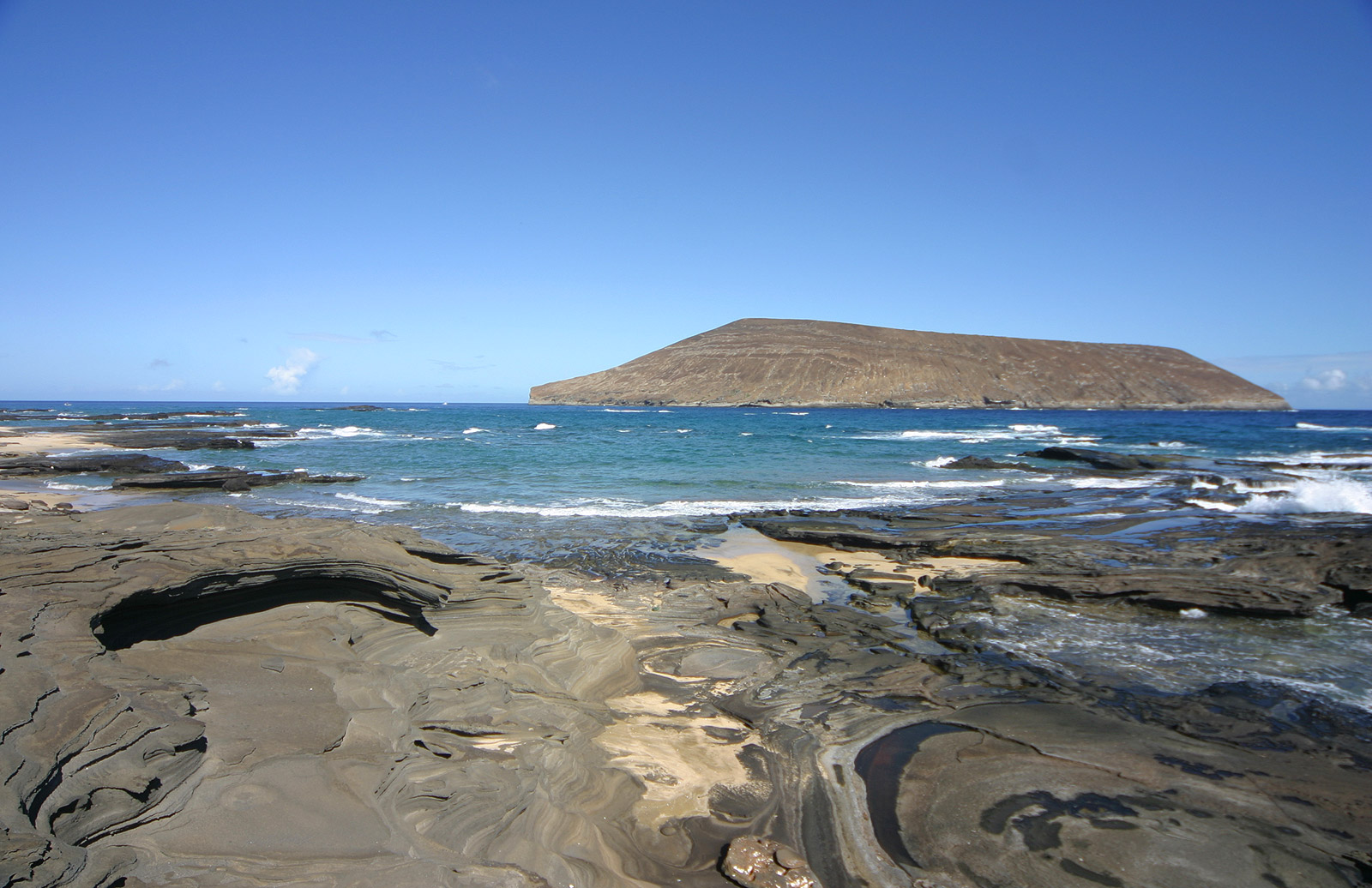
Vista do Lehua da costa norte de ihau Ni ʻ

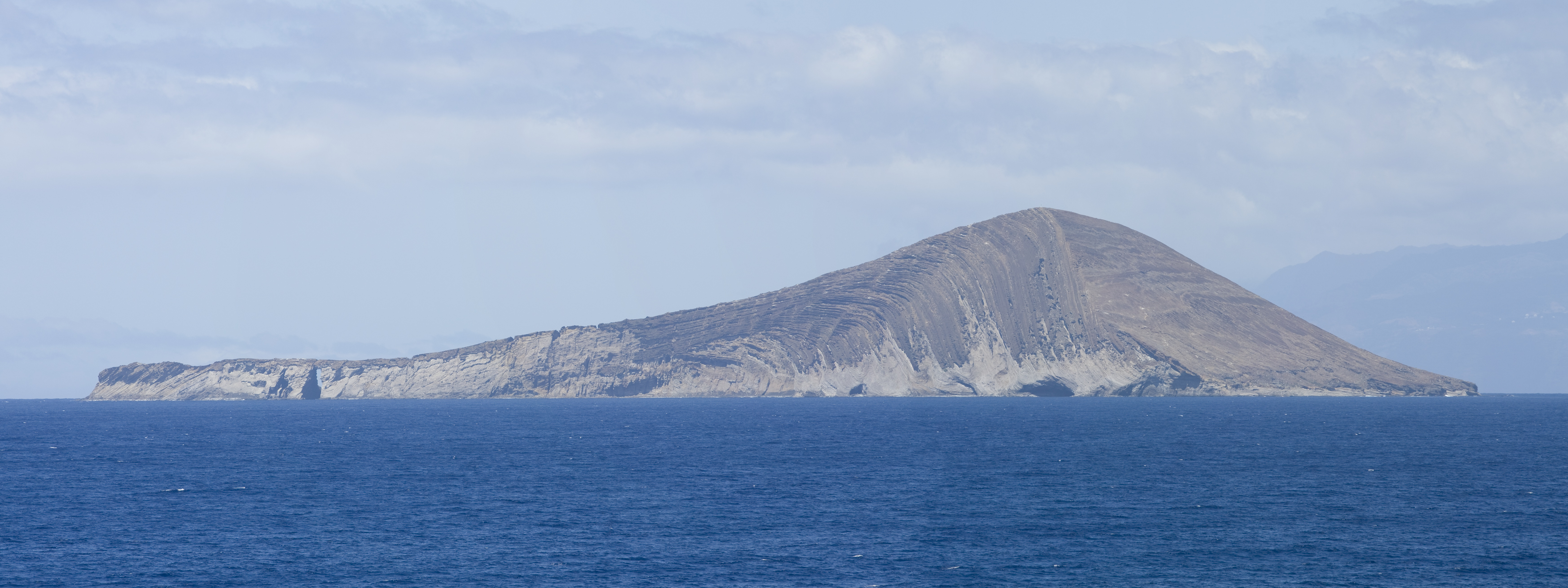
Vista de Lehua olhando para o leste

Lehua Island é uma pequena ilha em forma de crescente nas ilhas havaianas, 1,1 km ao norte de ihau Ni'ihau, devido oeste de Kauai . A ilha desabitada e árida de 279 acre(s)s (1,1 km2) é um cone vulcânico que faz parte do vulcão extinto de Ni'ihau.
Lehua foi uma das primeiras cinco ilhas avistadas pelo Capitão James Cook em 1778, que ele soletrou como "Oreehoua" .
Lehua Island é um santuário de vida selvagem do estado do Havaí. Por ser um santuário restrito, todas as atividades são proibidas na ilha sem autorização. O acesso público à ilha é restrito às áreas abaixo da linha da maré alta. Lehua fornece habitat para pelo menos 16 espécies de aves marinhas, bem como para ratos não nativos do Pacífico . Uma população de coelhos europeus viveu na ilha por muitos anos, mas foram removidos em 2005.
Quando as condições do tempo e das ondas permitem a travessia de Kauai, Lehua é um destino conhecido para mergulho com snorkel e scuba . Também é conhecido por uma formação geológica incomum apelidada de "o buraco da fechadura". Localizado em um dos braços estreitos da meia-lua, é um entalhe alto e fino cortado de um lado, até o outro lado do braço .
A Guarda Costeira dos Estados Unidos mantém Lehua Rock Light (um farol ) em Kaunuakalā, a 210 m, o ponto mais alto da ilha .

## Conservação e Restauração
Lehua é uma das maiores e mais diversas colónias de aves marinhas nas principais ilhas do Havaí, com 17 espécies de aves marinhas e 25 plantas nativas (14 espécies endémicas do Havaí - não ocorrendo em nenhum outro lugar do mundo) que habitam as encostas íngremes, rochosas e ventosas da pequena ilha . Lehua é uma parte importante da cultura havaiana nativa - a comunidade Ni'ihau reúne 'opihi (lapas) nas águas marinhas adjacentes e na ilha existem vários locais culturais nativos havaianos importantes .
Infelizmente, os ratos invasores estavam se alimentando de plantas e sementes nativas, o que colocava todo o ecossistema em perigo . Esses impactos contribuíram para a erosão que por sua vez, pode prejudicar os ecossistemas marinhos e de corais próximos à costa e a pesca. Pássaros nativos, como o ameaçado Newell's Shearwater, provavelmente foram impedidos de se reproduzir na Ilha Lehua devido à predação por ratos. Aves marinhas menores e de nidificação aberta, como andorinhas-do-mar e noddies, estavam visivelmente ausentes em Lehua (exceto pelo pequeno número encontrado em cavernas marinhas), também um artefato suspeito de predação de ratos. Ratos invasores devastam outras aves ameaçadas .
Portanto, em agosto de 2017, a Divisão DLNR de Silvicultura e Vida Selvagem (DOFAW) com o parceiro de implementação do projeto Island Conservation implementou uma aplicação aérea de isca com aplicação manual suplementar para erradicar ratos invasores não nativos. Sinais promissores de renascimento das aves marinhas foram encontrados após a erradicação. O relatório de monitoramento final oficial emitido no Projeto de Restauração Lehua não encontrou nenhum rodenticida em amostras ambientais e impacto mínimo em outras espécies além de ratos.